# Gulufia frontalis
Gulufia frontalis is een hooiwagen uit de familie Assamiidae.